# 克罗藏
克罗藏（法語：Crozant，法語發音：[kʁozɑ̃]）是法国克勒兹省的一个市镇，属于盖雷区。

## 地理
克罗藏（46°23'30"N, 1°37'16"E）面积30.52 平方千米，位于法国新阿基坦大区克勒兹省，该省份为法国中部省份，位于法國中央高原西北部，北起安德尔省和谢尔省，西接维埃纳省，南至科雷兹省，东临多姆山省，东北与阿列省接壤。
与克罗藏接壤的市镇（或旧市镇、城区）包括：拉沙佩勒巴卢、弗雷斯利讷、迈松费讷、圣塞巴斯蒂安、埃居宗-尚托姆、圣普朗泰尔。

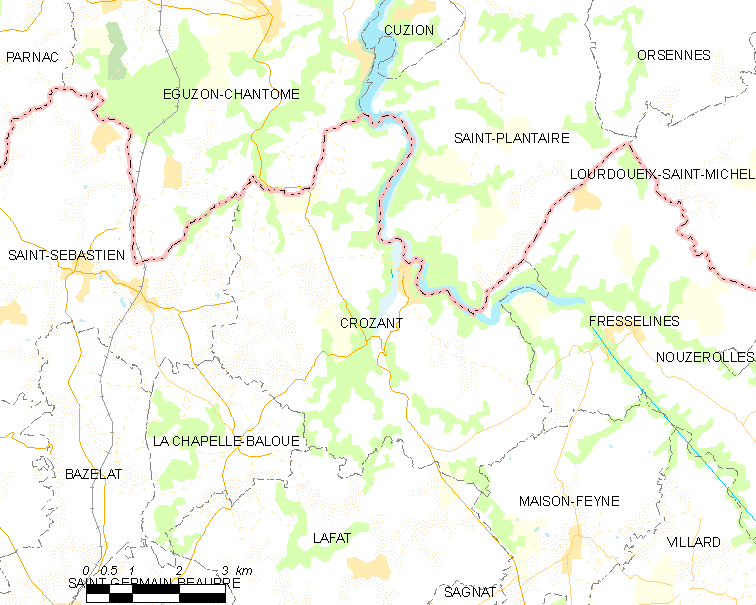
克罗藏的OSM定位图

克罗藏的时区为UTC+01:00、UTC+02:00（夏令时）。

## 行政
克罗藏的邮政编码为23160，INSEE市镇编码为23070。

## 政治
克罗藏所属的省级选区为丹勒帕莱斯泰勒县。

## 人口

1962-2008年间克罗藏人口变化图示

克罗藏于2022年1月1日时的人口数量为433人。